# Octavio Dotel
Octavio Eduardo Dotel Díaz (Santo Domingo, 25 de noviembre de 1973-Santo Domingo, 8 de abril de 2025) fue un lanzador dominicano que jugó en las Grandes Ligas para 13 equipos diferentes, estableciendo un récord como el beisbolista que ha jugado con más equipos en la MLB.
Su tasa de ponches de 10.8 por cada nueve innings es la mejor en la historia del béisbol para lanzadores derechos con al menos 900 entradas lanzadas.

## Carrera deportiva

### New York Mets
Dotel se graduó en el Liceo Cansino Afuera, en la República Dominicana, y fue firmado por los Mets de Nueva York como amateur en 1993. Jugó para su filial de ligas menores en la República Dominicana hasta 1994 y luego fue promovido a través del sistema de ligas menores de los Mets para las temporadas siguientes.
Dotel hizo su debut en Grandes Ligas el 26 de junio de 1999 para los Mets de Nueva York y perdió. Su primera victoria en Grandes Ligas fue el 1 de julio de 1999 contra los Marlins de Florida. Terminó la temporada como el lanzador ganador en el quinto partido de la Serie de Campeonato de la Liga Nacional de 1999 contra los Bravos de Atlanta.
Fue elegido como el Jugador de la Semana para la semana del 25 de julio de 1999.

### Houston Astros
El 23 de diciembre de 1999, Dotel fue negociado junto a Roger Cedeño y del jugador de ligas menores Kyle Kessel a los Astros de Houston por Mike Hampton y Derek Bell.
En 2000, Dotel acumuló tres victorias en 16 partidos comenzados, así como 16 salvamentos en su rol de abridor convertido en relevista de los Astros, y a veces fungiendo en calidad de cerrador en sustitución del lesionado Billy Wagner. Esta temporada fue la primera vez en la historia de la Liga Nacional que un lanzador tuvo más de 15 aperturas y 15 salvamentos (la otra única hazaña se produjo en la Liga Americana en 1999, cuando Tim Wakefield ganó 6 partidos en 17 aperturas y logró 15 salvamentos para los Medias Rojas de Boston).
En 2001, Dotel comenzó otra vez la temporada como abridor, pero rápidamente se trasladó al bullpen como el preparador del cerrador Billy Wagner. Dotel tuvo una excelente temporada en 2002; lideró a todos los relevistas con 118 ponches, ayudando a asegurar la buena reputación del bullpen de los Astros en ese momento. En 2003, Dotel y Wagner se sumaron al futuro cerrador de los Astros Brad Lidge y los tres tomaron parte en un acontecimiento histórico cuando seis lanzadores de los Astros se combinaron para ejecutar un no-hitter contra los Yanquis de Nueva York el 11 de junio de 2003.
Después de la temporada de 2003, Wagner fue cambiado a los Filis de Filadelfia y Dotel comenzó el 2004 como el cerrador de los Astros.

### Oakland Athletics
El 24 de junio de 2004, Dotel fue cambiado a los Atléticos de Oakland en un canje de tres equipos que llevó al toletero puertorriqueño Carlos Beltrán a los Astros, y a los ligas menores Mike Wood, Teahen Mark, y John Buck a los Reales de Kansas City. Dotel fue el cerrador de los Atléticos y terminó la temporada 2004 con un récord personal de 36 salvamentos (22 para los Atléticos y 14 para los Astros).
Dotel comenzó el 2005 como cerrador de los Atléticos de nuevo, pero tuvo un mal comienzo y pronto pasó a la lista de lesionados de 60 días el 19 de mayo. Se sometió a una cirugía Tommy John el 1 de junio, poniendo fin a su temporada después de sólo 15 partidos.

### New York Yankees
Dotel firmó un contrato por un año con los Yanquis de Nueva York en diciembre de 2005. Se perdió los primeros cuatro meses de la temporada 2006, recuperándose de su cirugía Tommy John. Dotel tuvo un revés después de que desarrollara tendinitis en el codo, por lo que fue asignado al equipo de ligas menores Trenton Thunder para su rehabilitación. Regresó de nuevo en agosto, pero fue asignado nuevamente a las menores, esta vez con los Columbus Clippers. Dotel lanzó su primer partido con el uniforme de los Yankees el 16 de agosto, entrando en el juego en la octava entrada contra los Orioles de Baltimore, frente a dos bateadores con un ponche y una base por bolas.

### Kansas City Royals
Dotel se convirtió en agente libre al final de la temporada 2006. El 8 de diciembre de 2006, accedió a un contrato de un año y 5 millones de dólares con los Reales de Kansas City.

### Atlanta Braves
El 31 de julio de 2007, los Reales negociados a Dotel con los Bravos de Atlanta a cambio del lanzador Kyle Davies. Hizo su debut con los Bravos el 1 de agosto, lanzando una novena entrada sin permitir anotaciones en una derrota 12-3 sobre los Astros de Houston. El 10 de agosto, Dotel fue colocado en la lista de lesionados con una torcedura en el hombro derecho. Regresó el 22 de 

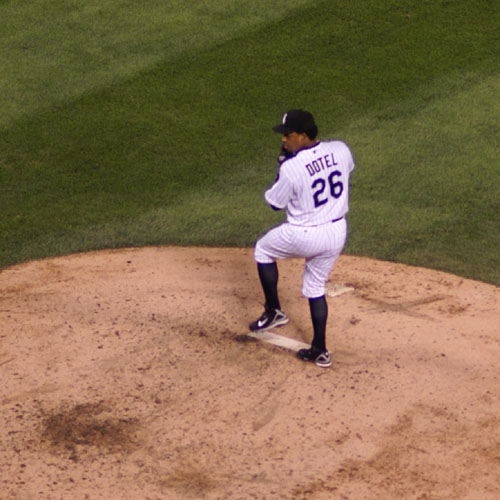
Dotel lanzando para los Medias Blancas

septiembre para escapar de un juego con las bases llenas, que finalmente condujo a la victoria de los Bravos. Terminó la temporada de 2-1 con una efectividad de 3.76.

### Chicago White Sox
21 de enero de 2008 acordó un contrato de dos años y 11 millones de dólares con los Medias Blancas de Chicago.

### Pittsburgh Pirates
El 21 de enero de 2010, Dotel acordó un contrato de 1 año y 3.25 millones de dólares con los Piratas de Pittsburgh, además de bonos extras para los juegos finalizados. El acuerdo también incluyó una opción del club para el 2011 de 4.5 millones de dólares con una compra de $250,000.

### Los Angeles Dodgers
El 31 de julio de 2010, Dotel fue cambiado a los Dodgers de Los Ángeles por James McDonald y Andrew Lambo. Apareció en 19 juegos con los Dodgers y tuvo una efectividad de 3.38 y un Salvamento.

### Colorado Rockies
El 18 de septiembre de 2010, Dotel fue negociado a los Rockies de Colorado por un jugador a ser nombrado más tarde.

### Toronto Blue Jays
El 3 de enero de 2011, Dotel acordó un año y 3.5 millones de dólares con los Azulejos de Toronto con una opción del club para el 2012. Obtuvo la victoria número 50 de su carrera el 8 de abril de 2011 contra los Angelinos de Anaheim.

### St. Louis Cardinals
Dotel fue cambiado a los Cardenales de San Luis, junto con Edwin Jackson, Marc Rzepczynski y Corey Patterson por Colby Rasmus, P. J. Walters, Trever Miller y Brian Tallet el 27 de julio de 2011. El 31 de octubre de 2011, se anunció que los Cardenales no eligieron su opción de equipo para la temporada 2012, por lo que Dotel se convirtió en un agente libre tipo A.

### Detroit Tigers
Dotel firmó con los Tigres de Detroit el 7 de diciembre de 2011. Está programado para lanzar con regularidad en el séptimo inning, antes que el preparador Joaquín Benoit y el cerrador José Valverde.

## Retiro
El 3 de octubre de 2014, Dotel anunció su retiro del béisbol profesional a la edad de 40 después de lanzar 15 temporadas con 13 equipos de la MLB. Después de retirarse se dedicó a la formación de niños en la disciplina Gimnasia, en OD Gym for Kids, ubicado en Santo Domingo, República Dominicana.

## Muerte
En la madrugada del 8 de abril de 2025, mientras disfrutaba del concierto de Rubby Pérez en la discoteca Jet Set, el techo del lugar se desplomó repentinamente. La víctima fue trasladada de emergencia en una unidad del 911, pero lamentablemente falleció durante el trayecto al hospital. Para ese momento, ya se habían contabilizado 113 personas fallecidas en el lugar del siniestro. Inicialmente fue informado que Dotel había sido rescatado en estado consciente, pero en su trayecto al Hospital Central de las Fuerzas Armadas de la República Dominicana falleció, sus órganos fueron afectados a raíz de las once horas previas a ser rescatado.